# Seonggeo-eup
Seonggeo-eup (koreanska: 성거읍)  är en köping i stadskommunen Cheonan i provinsen Södra Chungcheong, i den centrala delen av landet, 80 km söder om huvudstaden Seoul. Den ligger i stadsdistriktet Seobuk-gu.